# Guadalupe Romero
Guadalupe Romero (30 de septiembre de 1993 en Canelones, Uruguay)  es una cantante, intérprete de música y compositora uruguaya.

## Trayectoria
Estudió canto desde niña y muy joven, a los 14 años comenzó su proyecto solista. Define su estilo como folclore pop, “un poco de tradición y un poco de sonidos contemporáneos”. En sus inicios cantaba covers, primero de autores nacionales y luego de extranjeros, con el tiempo se animó a componer.
Además de cantar, Guadalupe es fonoaudióloga, da clases de canto y es conductora de Corchea TV en TNU.
En 2014, publicó su primer álbum Canciones Populares. 
En 2015 fue nominada a Mejor Álbum de Folclore en los Premios Graffiti.
En 2020, participó del concurso "Cantando En Casa" de Canal 12, del cual terminó ganadora.

### Álbumes
- 2014, Canciones Populares.
- 2019, Soy cantora.